# ジャン＝クロード・ヴァン・ダム ザ・ディフェンダー
『ジャン＝クロード・ヴァン・ダム ザ・ディフェンダー』（原題：The Hard Corps）は、2006年にアメリカで製作されたビデオ映画。日本でも劇場公開されずビデオスルーになった。

## ストーリー
元軍人のフィリップは、アフガニスタンやイラクにも従軍していた戦闘のプロ。そんな彼に、元ボクシング世界ヘビー級王者であり、現在は実業家として活躍しているウェインを護衛する仕事が舞い込んでくる。初めは乗り気ではなかったフィリップだったが、ウェインを護衛していたある日、相棒がギャングの銃弾に倒れてしまう。怒りに震える彼は、ギャングへの復讐とウェインを守りぬくことを誓うのだった。

## 登場人物
- フィリップ・ソヴァージュ

戦闘のプロフェッショナル。元軍人。
- ウェイン・バークレイ

元ボクシング世界ヘビー級チャンピオン。現在は実業家。
- タマラ・バークレイ

ウェインの姉。弟を心配する良き姉。
- ケンドール・マリンズ

セキュリティーの担当者。
- ボウデン

元軍人。
- ティーグ

警部。

## キャスト
| 役名                     | 俳優                           | 日本語吹替 |
| ------------------------ | ------------------------------ | ---------- |
| フィリップ・ソヴァージュ | ジャン＝クロード・ヴァン・ダム | 小杉十郎太 |
| ウェイン・バークレイ     | ラザーク・アドティ             | 小山力也   |
| タマラ・バークレイ       | ヴィヴィカ・A・フォックス      | 安藤麻吹   |
| テレル                   | ヴィヴ・リーコック             | 楠大典     |
| シムコ                   | ロン・セルモア                 | 西凛太朗   |
| ケンドール・マリンズ     | ピーター・ブライアント         | 水野龍司   |
| ケイシー                 | マーク・グリフィン             | 土田大     |
| ティーグ                 | ロン・ボッティータ             | 石井隆夫   |

## スタッフ
- 監督：シェルドン・レティック
- 製作：デヴィッド・ビクスラー、ブラッド・クレヴォイ、ドナルド・カシュナー、ヴィッキー・ソーサラン、ピエール・スペングラー
- 脚本：シェルドン・レティック、ジョージ・サウンダース
- 撮影：ダグラス・ミルサム
- 音楽：ジョゼフ・メトカーフ